# سیارک ۱۷۹۴۵
سیارک ۱۷۹۴۵ (به انگلیسی: 17945 Hawass، نامگذاری:1999JU8) هفده هزار و نهصد و چهل و پنجمین سیارک کشف شده‌است که در ۱۴ مه ۱۹۹۹ کشف شد.
قدر مطلق سیارک برابر ۱۵٫۰۰ است.